# Viking 1
 Viking 1 – bezzałogowa sonda kosmiczna z programu Viking wystrzelona 20 sierpnia 1975 r. przez amerykańską agencję kosmiczną NASA.

## Misja
Po wystrzeleniu przy pomocy rakiety Titan IIIE/Centaur i 10-miesięcznym locie w kierunku Marsa, orbiter zaczął przekazywać zdjęcia planety na 5 dni przed wejściem na orbitę, którą osiągnął 19 czerwca 1976. Lot sondy wymagał w początkowej fazie korekt kursu, ponieważ trajektoria nie prowadziła na orbitę Marsa, ale mijała planetę w odległości 67 000 km. Celem takiego doboru pierwotnej trajektorii było uniknięcie zderzenia drugiego stopnia rakiety z powierzchnią Marsa, co mogłoby zakłócić wyniki badań. Lądowanie na Marsie, planowane początkowo na 4 lipca, opóźniono ze względu na wykryte nierówności terenu, do czasu znalezienia bezpieczniejszego miejsca. 20 lipca lądownik Viking 1 oddzielił się od orbitera i wylądował bezpiecznie na powierzchni o 11:56:06 czasu uniwersalnego.
W pierwszej fazie lądowania, wchodząc w atmosferę, pojazd schowany za osłoną termiczną wyhamował do prędkości około 250 m/s. Na wysokości 6 km otworzył się spadochron, redukując prędkość do 60 m/s. 1,5 km nad powierzchnią Marsa uruchomione zostały rakiety spowalniające tak, że w momencie lądowania prędkość opadania wynosiła 2,4 m/s.
Rakiety hamujące posiadały 18 dysz rozpraszających gazy wylotowe na dużej powierzchni. Ograniczało to temperaturę spalin, co miało zapobiec ewentualnej sterylizacji gleby w okolicy lądowania.
Lądownik Viking 1 osiadł na równinie Chryse Planitia, czyli Złotej Równinie, której nazwa została zaczerpnięta jeszcze z prac Schiaparellego, w punkcie o współrzędnych 22,697°N szerokości i 48,222°W długości geograficznej.
Transmisja pierwszych zdjęć powierzchni nastąpiła 25 sekund po lądowaniu. Z powodu problemów z pokładowymi akumulatorami, zespół specjalistów podjął decyzję aby dokonać zmian w oprogramowaniu lądownika celem usprawnienia procesu ich ładowania. W dniu 19 listopada 1982 roku kontrola naziemna przesłała do lądownika szereg komend mających na celu wprowadzenie stosownych zmian w oprogramowaniu. Niestety część przesłanych danych przypadkowo zapisała się w komórkach pamięci w których były zapisane parametry dotyczące położenia anteny wysokiego zysku, służącej do komunikacji lądownika z kontrolą naziemną. Od tej chwili główna antena lądownika znajdowała się w bliżej nieokreślonej pozycji w stosunku do Ziemi, co uniemożliwiało prawidłową komunikację. Kontrola naziemna podejmowała szereg czynności mających na celu odzyskanie łączności z lądownikiem. W tym celu wysyłano z Ziemi nadajnikami o mocy 80 kW komendy manualnego ustawienia anteny lądownika na kierunek ku Ziemi, oraz zaprogramowanie na następne dni automatycznego procesu komunikacji lądownika z kontrolą naziemną. Pomimo kilkumiesięcznych prób, nie zdołano odebrać sygnału radiowego z lądownika. Orbiter zakończył pracę nieco wcześniej – 17 sierpnia 1980 roku, po wykonaniu 1485 okrążeń planety. Wszystkie zaplanowane eksperymenty zostały wykonane (zawiódł jedynie sejsmometr). Sukcesem zakończyły się pomiary dylatacji czasu, które okazały się zgodne z przewidywaniami ogólnej teorii względności Einsteina.

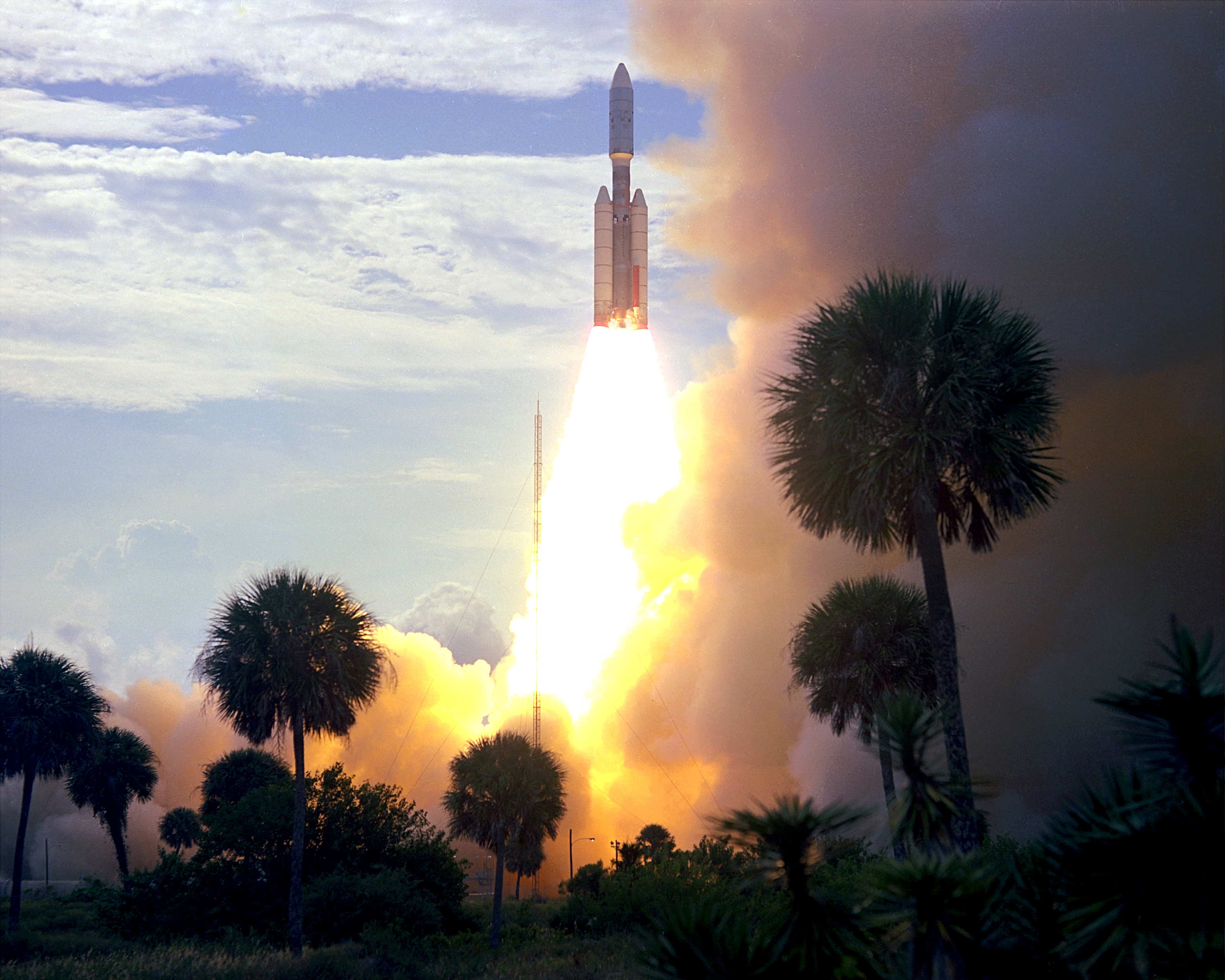
Wystrzelenie sondy Viking 1, 20 sierpnia 1975
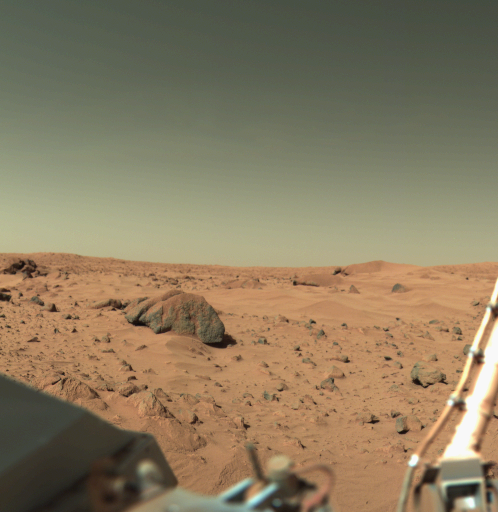
Zdjęcie zrobione przez kamerę numer 1 z lądownika Viking. Duża skała po lewej, to „Big Joe”, nazwana tak przez naukowców, ma około 2 metrów szerokości.
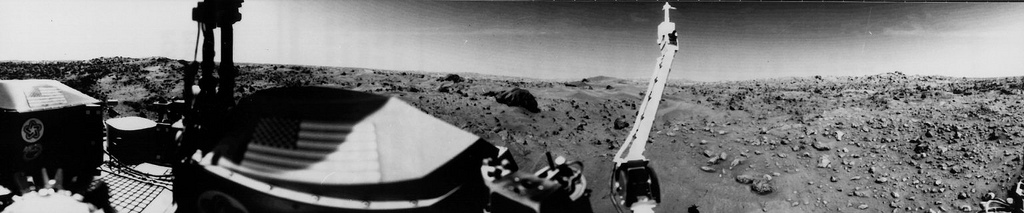

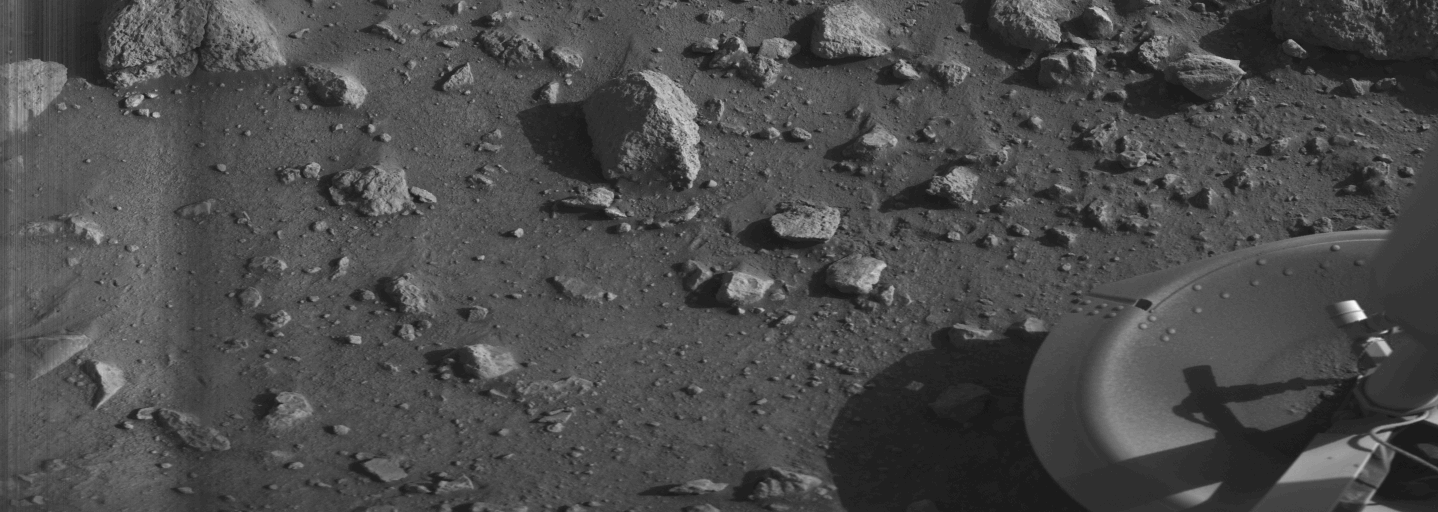
Pierwsze zdjęcie przesłane z powierzchni Marsa, pokazujące część lądownika